# Nauru hívójelkörzetei
Nauru jelenleg (2024) nincs felosztva hívójelkörzetekre.
Nauru számára az ITU a C2 hívójelprefixet határozta meg.
| Prefix | Körzet | Hely/jelleg | ITU zóna | CQ zóna | QTH lokátor |
| ------ | ------ | ----------- | -------- | ------- | ----------- |
| C2     | [0..9] | Nauru       | 65       | 31      | RI39LL      |

## Lajstromjel
Vízi és légi járművek lajstromjelezéséhez a C2 prefixet használják.